# Fongafale
Fongafale è un isolotto corallino, il più grande dell'atollo di Funafuti che fa parte dell'arcipelago delle Isole Tuvalu in Polinesia. L'arcipelago di Funafuti è ufficialmente la capitale delle Tuvalu, anche se spesso questa viene citata come Fongafale o Vaiaku.